# Joan Calibita
Joan Calibita (Roma, s. V - c. 450) fou un monjo acemeta a Constantinoble. És venerat com a sant per diverses confessions cristianes.

## Biografia
Segons una passió llegendària, amb molt punts comuns amb les llegendes dels sants Aleix de Roma i Onèsim de Bizanci, Joan era un jove noble romà. Va fugir de la casa pairal i arribà a Constantinoble, on es va fer religiós i monjo acemeta, que vivien com a eremites amb gran austeritat. Tornà a Roma, on fou acollit com a mendicant a la seva casa, tot i que no fou reconegut per la seva família: hi visqué en un cau (en grec kalýbe, d'on se l'anomenà "Calibita"), i només digué qui era poc abans de morir.

## Veneració
El seu refugi a Constantinoble fou transformat en església. El papa Formós I, abans d'ésser elegit, li edificà una església a l'Illa Tiberina de Roma. A l'edifici s'afegí un monestir benedictí que el papa Gregori XIII confià a l'Orde Hospitaler de Sant Joan de Déu en 1584, i fou transformat en hospital. A l'altar major de l'església, en reconstruir-la al final del segle xvi, es retrobaren les restes de S. Joan, perdudes durant segles.